# Docalidia curvata
Docalidia curvata är en insektsart som beskrevs av Nielson 1979. Docalidia curvata ingår i släktet Docalidia och familjen dvärgstritar. Inga underarter finns listade i Catalogue of Life.